# Acústico ao Vivo (álbum de Gian & Giovani)
Acústico ao Vivo é o décimo quarto álbum da dupla sertaneja Gian & Giovani, lançado em abril de 2004 pela gravadora Sony BMG Music. Esse disco, representa um retorno da dupla às suas origens, pois reúne canções que tocavam em bares e shows no início da carreira. Ao todo são 14 músicas, sendo sete inéditas e sete releituras, registradas ao vivo mas repassadas em estúdio. “Esse CD foi gravado com o nosso fã-clube e mais quatro ou cinco músicos, de uma forma muito simples. Por isso, falamos que ele é um acústico ao vivo”, explica Giovani. “Algumas músicas estão no CD, porque as pessoas que acompanham a nossa carreira gostam muito de ouvi-las conosco, e nós nunca havíamos gravado. E o pessoal da Sony então resolveu fazer uma pesquisa que resultou nessas escolhas”, conta ele. "No projeto inicial, seria um disco de regravações, mas durante a escolha do repertório, surgiram músicas boas inéditas, o que fez com que mudássemos de ideia", afirma Gian. Ele ainda diz, que o disco é a cara deles. "Há menos violinos, menos arranjos de cordas, está mais focado na voz da dupla. Um direcionamento maior na raiz do sertanejo", conclui Gian.
Entre as regravações, está o grande sucesso dos últimos anos, "Amor Perfeito". Canção já tão batida nos últimos dois anos, gravada, só para citar alguns, – por Babado Novo, Batom na Cueca e Mara Maravilha – que ganhou um suave acompanhamento de violão. “O público do Gian & Giovani, que compra 500 mil cópias a cada lançamento, queria ouvir a gente cantando essa música e por isso, resolvemos regravar. A nossa versão, não tem nada a ver com o que já foi feito”, justifica Giovani.
A dupla regravou uma canção do seu próprio repertório, "Cadê o Nosso Amor", originalmente gravada no disco "Eu Busco Uma Estrela" em 97. Nessa gravação, eles mudaram o arranjo original (gravada numa levada country), para a levada do forró, mais dançante e bem descontraída.
O destaque entre as inéditas, é a música "Teimosia" que com apenas alguns meses de lançamento, alcançou o primeiro lugar em diversas partes do Brasil, como Curitiba e Brasília.
Outro destaque, foi a regravação da canção “A Próxima Vítima”, que por conta da força que as rádios sertanejas vieram conquistando desde o início dos anos 1990, acabou tocando mais com a dupla do que com o próprio Wando. Aliás, devido ao grande sucesso com a dupla, muita gente nem imaginava que se tratava de uma regravação.
Esse trabalho foi lançado pela Sony BMG e atravessou fronteiras, abrindo espaço para Gian & Giovani se apresentarem pela segunda vez nos EUA em julho/agosto de 2004, em cidades como San Francisco (Califórnia), Atlanta (Geórgia), Newark (Nova Jérsei) e Boston (Massachusetts). "É muito bom fazer shows no exterior, além da emoção de cantar "fora de casa", é empolgante perceber que através da nossa música os brasileiros matam um pouco da saudade do Brasil" disse Gian sobre a temporada internacional.

## Faixas
| N.º            | Título                                                     | Duração |  |
| 1.             | "Amor Perfeito" (Michael Sullivan/Lincoln Olivetti/Robson) | 4:32    |  |
| 2.             | "Teimosia" (Tivas/Paulinho Levi)                           | 3:12    |  |
| 3.             | "Olhos do Amor" (Pinocchio)                                | 3:37    |  |
| 4.             | "Eu Quero é Mais" (kiko)                                   | 4:04    |  |
| 5.             | "Você Virou Saudade" (Pinocchio)                           | 4:00    |  |
| 6.             | "Vida Cigana" (Geraldo Spindola)                           | 2:56    |  |
| 7.             | "Pra Lá de Bagdá" (Cláudio Carvalho/Castorino)             | 3:21    |  |
| 8.             | "Saudade Antiga" (Joel Marques/Maracaí)                    | 4:17    |  |
| 9.             | "A Próxima Vítima" (Wando/Fernando Mendes)                 | 3:22    |  |
| 10.            | "Virou Amor" (Pinocchio)                                   | 2:57    |  |
| 11.            | "Sonhador" (Pinocchio)                                     | 3:05    |  |
| 12.            | "Seu Amor Ainda É Tudo" (Moacir Franco)                    | 3:35    |  |
| 13.            | "Cadê o Nosso Amor" (Jefferson Farias)                     | 3:25    |  |
| 14.            | "Onde Andarás?" (Constantino Mendes/Mercury/Rivaldo)       | 3:37    |  |
| Duração total: | Duração total:                                             | 47:60   |  |